# USS Colorado (SSN-788)
Pour les autres navires du même nom, voir USS Colorado.
L'USS Colorado (SSN-788) est un sous-marin nucléaire d'attaque de la classe Virginia de l'US Navy. Il est en service depuis mars 2018.
Commandé le 22 décembre 2008, sa quille est posée le 7 mars 2015 au Newport News Shipbuilding (Newport News, Virginie), et il est lancé le 29 décembre 2016. La marine américaine en fait l'acquisition le 21 septembre 2017 et il entre en service le 17 mars 2018 à la base navale de New London.
Quinzième sous-marin de sa classe, il est le cinquième du Block III qui comprend notamment douze tubes de système de lancement vertical issus de la transformation de SSBN de la classe Ohio en SSGN,.
Il est le premier à utiliser un manche de console de jeux Xbox 360 afin de contrôler ses mâts optroniques servant de périscope,.